# Cuscuta approximata subsp. approximata
Cuscuta approximata subsp. approximata é uma subespécie de planta com flor pertencente à família Convolvulaceae. 
A autoridade científica da subespécie é Bab..

## Portugal
Trata-se de uma subespécie presente no território português, nomeadamente em Portugal Continental.
Em termos de naturalidade é nativa da região atrás indicada.

## Protecção
Não se encontra protegida por legislação portuguesa ou da Comunidade Europeia.